# Mikolin
Mikolin (deutsch Nikoline, auch Nickoline oder Nicoline, 1936–1945 Niklasfähre) ist eine Ortschaft in der Gemeinde Lewin Brzeski im Powiat Brzeski der Woiwodschaft Oppeln.

## Geographie

### Geographische Lage
Mikolin liegt im Westen der historischen Region Oberschlesien. Der Ort liegt etwa neun Kilometer nordöstlich vom Gemeindesitz Lewin Brzeski (Löwen), 24 Kilometer südöstlich von der Kreisstadt Brzeg (Brieg) und 25 Kilometer nordwestlich von der Woiwodschaftshauptstadt Oppeln. 
Mikolin liegt in der Nizina Śląska (Schlesische Tiefebene) am Rande der Pradolina Wrocławska (Breslauer Urstromtal) hin zur Równina Niemodlińska (Falkenberger Ebene). Das Dorf liegt am linken Ufer der Oder. Westlich des Dorfes fließt die Glatzer Neiße (Nysa Kłodzka). Durch den Ort verläuft die Woiwodschaftsstraße Droga wojewódzka 458.

### Ortsteile
Zu Mikolin gehört der Weiler Piaski (Sandvorwerk).

### Nachbarorte
Nachbarorte von sind Norden Klink (poln. Popielowska Kolonia), im Osten Golczowice (Golschwitz), im Süden Skorogoszcz (Schurgast) und im Westen Wronów (Frohnaut).

## Geschichte

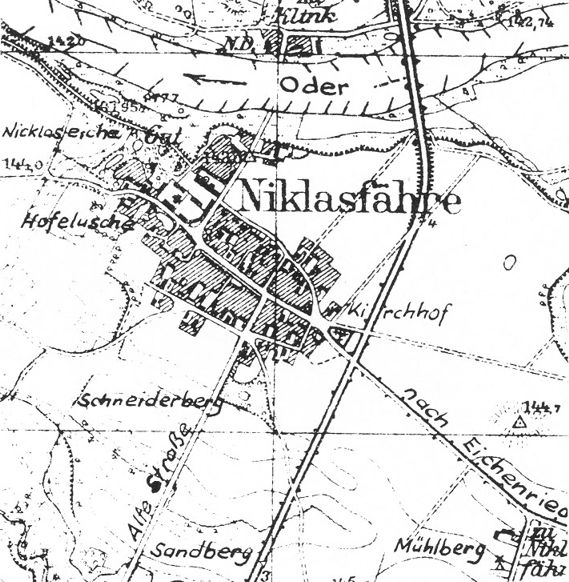
Karte von 1939

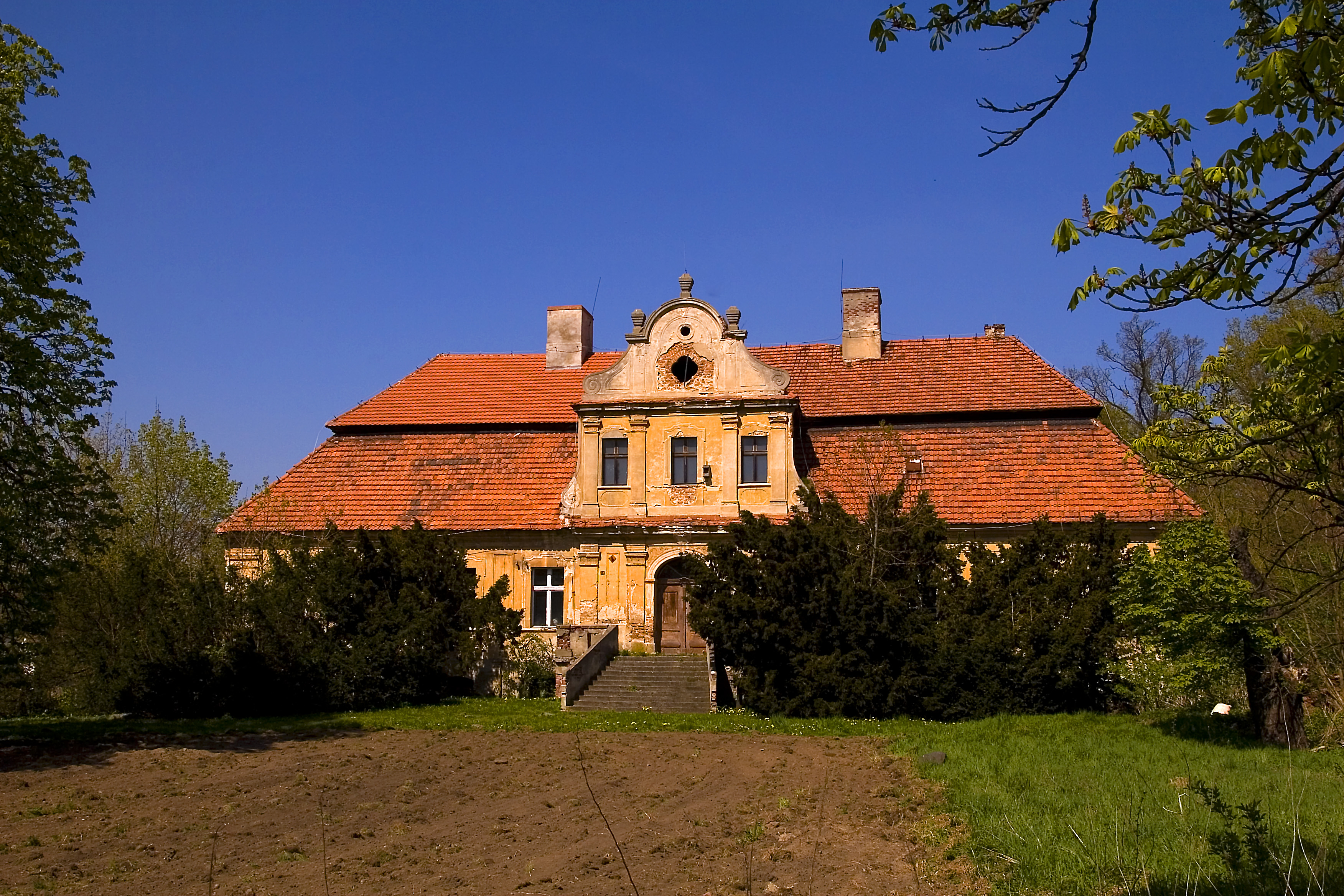
Schloss Nikoline

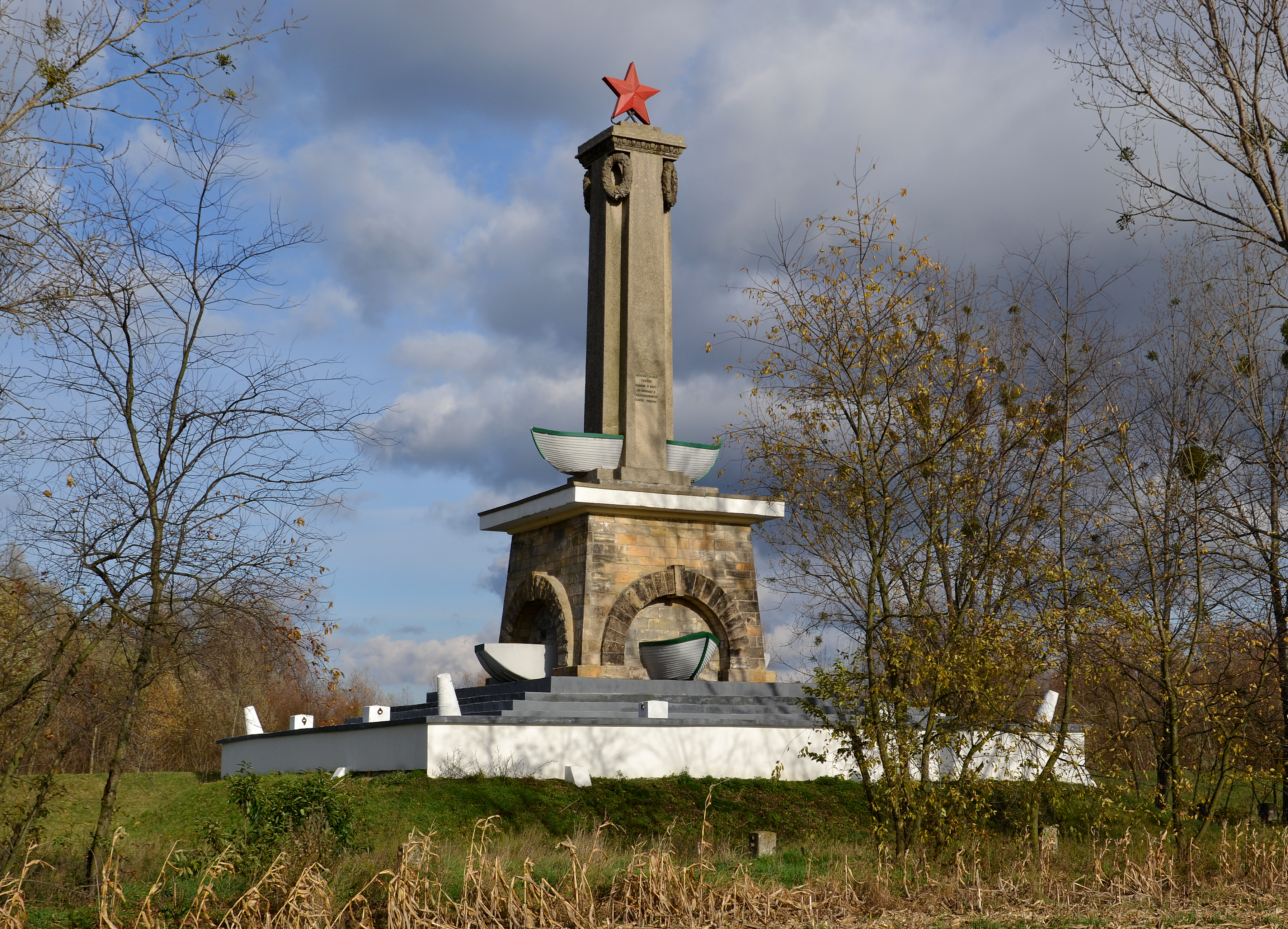
Denkmal für Soldaten der sowjetischen Armee

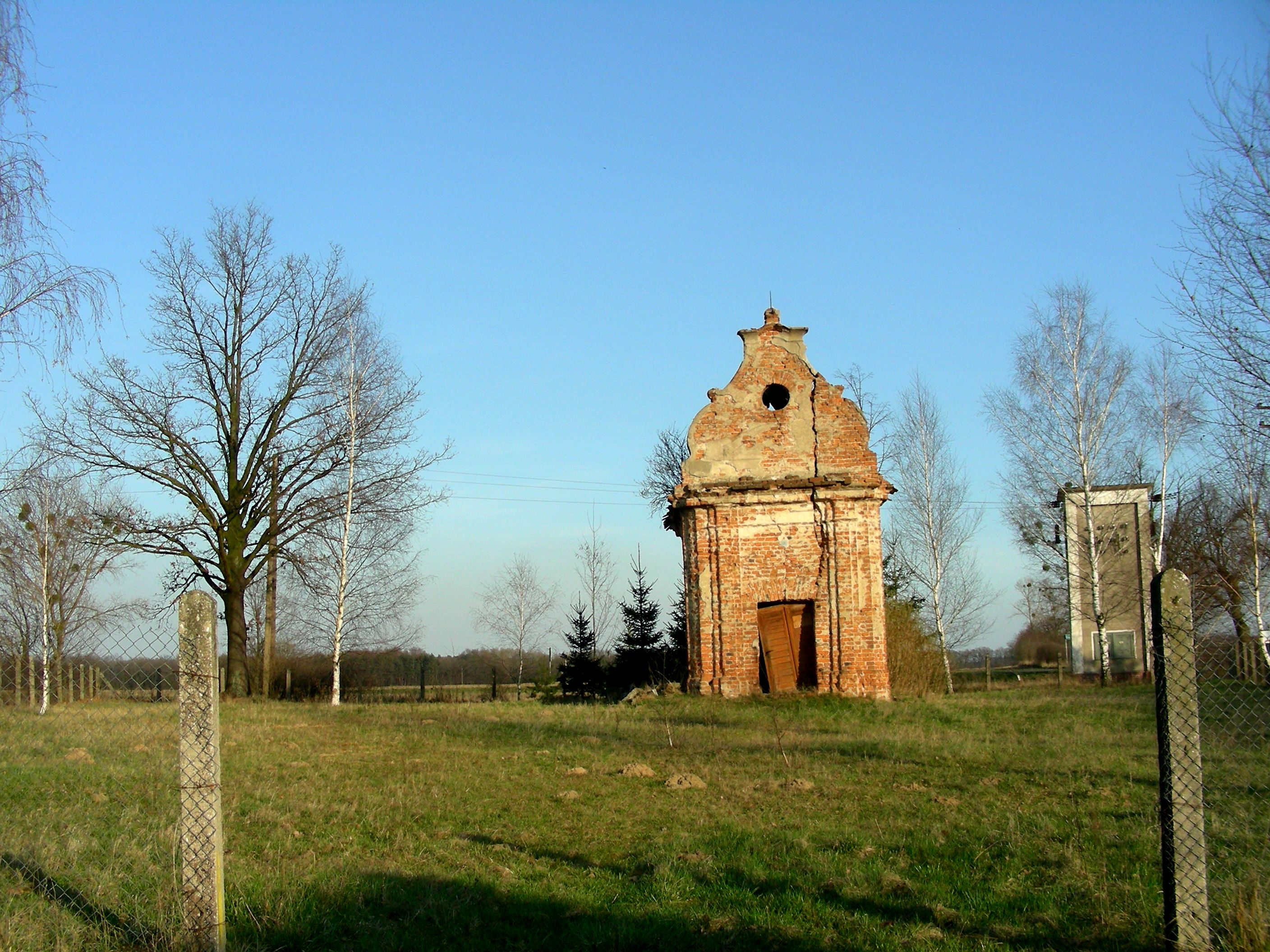
Mausoleum

Nikoline wurde 1532 erstmals als Nicklyn erwähnt. Die Gegend war bereits um 1000 v. Chr. besiedelt. Bei Ausgrabungen in den Gegend um Nikoline wurden Urnengräberfelder gefunden.
Nach dem Ersten Schlesischen Krieg 1742 fiel Nikoline mit dem größten Teil Schlesiens an Preußen. 1771 wurde vom Gutsherrn von Sauer das Schloss Nikoline erbaut. An gleicher Stelle stand im Mittelalter die Niklasburg.
Nach der Neuorganisation der Provinz Schlesien gehörte die Landgemeinde Nikoline ab 1816 zum Landkreis Falkenberg O.S. im Regierungsbezirk Oppeln. 1845 bestanden im Dorf ein Schloss, ein Vorwerk, eine Kapelle, eine evangelische Schule, eine Ziegelei, eine Brauerei, eine Brennerei, eine Fähranlegestelle und 58 Häuser. Im gleichen Jahr lebten in Nikoline 420 Menschen, davon 33 katholisch. 1855 lebten im Ort 433 Menschen. 1865 zählte der Ort 14 Bauer-, 17 Gärtner- und 16 Häuslerstellen. Die evangelische Schule wurde im gleichen Jahr von 83 Schülern besucht. 1874 wurde der Amtsbezirk Nicoline gegründet, welcher aus den Landgemeinden Golschwitz, Nicoline und Sowade und den Gutsbezirken Golschwitz und Nicoline bestand. 1880 wurde der Amtsbezirk wieder aufgelöst und dem Amtsbezirk Schloss Schurgast zugeordnet. 1885 zählte Nikoline 129 Einwohner.
1933 hatte Nikoline 337 Einwohner. 1934 wurde der Fährbetrieb in Nikoline eingestellt, nachdem eine Betonbrücke über die Oder nördlich des Dorfes erbaut wurde. Am 28. Juli 1936 wurde der Ortsname in Niklasfähre geändert. 1939 zählte der Ort 342 Einwohner. Bis 1945 befand sich der Ort im Landkreis Falkenberg O.S.
Am 20. Januar 1945 wurde die Oderbrücke gesprengt. Dennoch rückte die Rote Armee am 27. Januar 1945 im Dorf ein. Danach kam der bisher deutsche Ort unter polnische Verwaltung und wurde in Mikolin umbenannt und der Woiwodschaft Breslau zugeordnet. Die verbliebene deutsche Bevölkerung wurde im Juni 1946 vertrieben. 1950 kam der Ort zur Woiwodschaft Oppeln. 1999 kam der Ort zum Powiat Brzeski.

## Sehenswürdigkeiten
- Das Schloss Nikoline wurde 1771 für Johann Friedrich von Sauer erbaut. Der Bau besitzt architektonische Elemente des Spätbarocks und des Rokokos. Das eingeschossige Rechteckgebäude besitzt einen Mansardendach und in der Mittelachse ein Flachrisalit mit Korbbogenportal, Terrasse und Freitreppe. Die Innenräume sind dekoriert mit Rokokostuckarbeiten. Weiterhin sind im Inneren Kamine, Tischlerarbeiten und das Parkett erhalten. Das Gebäude steht heute leer und verfällt.[8]
- In direkter Nachbarschaft befinden sich die 1781 erbaute Schlosskapelle. Der rechteckige Saalbau besitzt im Inneren ein Kreuzrippengewölbe sowie eine wellenförmige Außenfassade. Bekrönt ist die Kapelle mit einem Giebelturm, welcher wiederum mit einem Zwiebelturm versehen wurde. Die Kapelle befindet sich ebenfalls in einem ruinösen Zustand und wird derzeit nicht genutzt.[8]
- Der im Westen angrenzende Landschaftspark besitzt zwei Teiche.[8]
- Nordöstlich des Dorfes liegt an der Oder im Feld das Denkmal für Soldaten der sowjetischen Armee. Es wurde 1945 errichtet und wurde in Anlehnung an eine Rostra errichtet.[8]
- Mausoleum für Jan Frederik von Sauer
- Alter Friedhof mit erhaltenen deutschen Gräbern

## Vereine
- Fußballverein LZS Odra Mikolin